# Homert (Lüdenscheid)
Homert ist ein Weiler im Südosten der Kreisstadt Lüdenscheid im westlichen Sauerland, Nordrhein-Westfalen. Er gehört zum statistischen Bezirk 10 (Bierbaum/Höh/Hellersen).

## Geographische Lage
Der Weiler Homert liegt im Ebbegebirge im Naturpark Ebbegebirge. Er befindet sich rund 4,5 km südlich der Lüdenscheider Innenstadt und etwa 300 m (je Luftlinie) südöstlich des Homertgipfels (538,3 m ü. NN) auf etwa 500 bis 521 m Höhe. In Richtung Osten fällt die Waldlandschaft jenseits der Bundesautobahn 45 zur nahen Versetalsperre ab; in naher Umgebung liegen zudem die Jubach- und Fürwiggetalsperre. Südwestlich des Weilers entspringt der Volme-Zufluss Jubach.

## Geschichte
Der Berg- und Weilername ist abgeleitet vom Begriff „hohe Mark“; Mark war in diesem Zusammenhang ein gemeinschaftlich genutztes Waldstück. Im Mittelalter war der Weiler Zentrum einer von zehn Bauerschaften im Kirchspiel Lüdenscheid. Seit 1843 gehörten der Berg und Weiler zur Gemeinde Lüdenscheid-Land im Amt Lüdenscheid. Mit Wirkung zum 1. Januar 1969 erfolgte die Vereinigung mit der Stadt Lüdenscheid.

## Sehenswertes
Die Ansiedlung Homert ist geprägt durch mehrere historische Bauernanwesen in regionaltypischer Bruchstein-Putzbauweise. Im Weiler befand sich die Ausflugsgaststätte Wissing mit Kaffeegarten, die Ende der 1970er oder Anfang der 1980er Jahre geschlossen wurde.
Der auf dem Homertgipfel errichtete, der Aussicht dienende Homertturm ermöglicht Besuchern weite Blicke über das Sauerland bis an die Grenzen des Ruhrgebiets. An seinem Fuß stehen die SGV-Hütte „An der Homert“ und die „Fritz-Kaether-Hütte“.

## Verkehrsanbindung
Homert ist wie folgt an das Verkehrsnetz angebunden:

### Bahnverkehr
Die nächstliegenden Bahnhöfe sind der Bahnhof Lüdenscheid und der Bahnhof Brügge (Westfalen). Beide sind per Auto und im Sommer sonntags per Bus in wenigen Fahrminuten gut erreichbar.

### Busverkehr
Die Anbindung an den Öffentlichen Personennahverkehr erfolgt durch vereinzelte Schulbusse und die Linie 252 (Wanderbuslinie an Sonntagen) der Märkischen Verkehrsgesellschaft (MVG). An der weiter nordwestlich gelegenen Hauptverkehrskreuzung befindet sich außerdem die Bushaltestelle „Steakhaus Piepersloh“, die ein Knotenpunkt einiger regionaler Buslinien der Märkischen Verkehrsgesellschaft (MVG) ist. Die einzige Bushaltestelle des Weilers heißt: „Homert“.

### Straßenverkehr
Direkt östlich vorbei am Weiler Homert verläuft die Landesstraße 696 (Werkshagener Straße), die aus Richtung Lüdenscheid vorbei an Homert nach Reblin und in Richtung des Lüdenscheider Stadtteils Piepersloh zur Anschlussstelle Lüdenscheid-Süd (Nr. 15) der Bundesautobahn 45 (Sauerlandlinie) führt. Die Autobahn, die zudem weiter nördlich die Anschlussstellen Lüdenscheid (14) und Lüdenscheid-Nord (Nr. 13) sowie einiges südlich von Homert die Anschlussstelle Meinerzhagen (16) hat, führt Richtung Norden nach Hagen und Dortmund sowie in Richtung Süden nach Siegen, Wetzlar, Gießen und Frankfurt am Main. Ein paar Kilometer westlich verläuft die Bundesstraße 54.

### Wanderwege
Auf Wanderwegen finden sich diverse Möglichkeiten für Spaziergänge und Wanderungen, zum Beispiel zur Fürwiggetalsperre oder zur Versetalsperre. Auch die Lüdenscheider Kernstadt ist über einige Kilometer Fußweg gut erreichbar.